# Свошовіце (Краків)

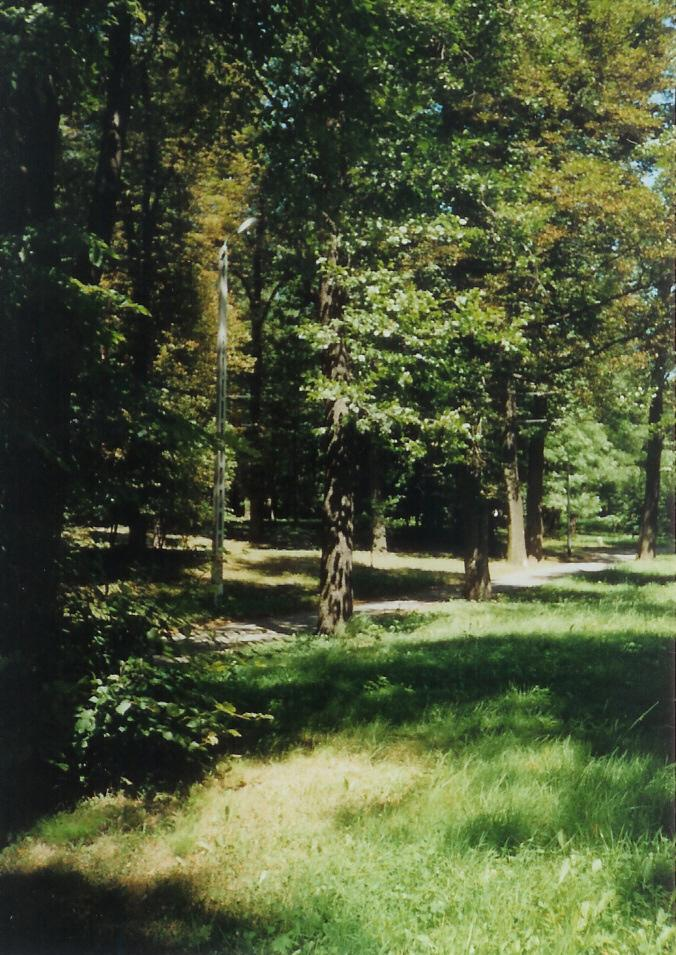
Курортний парк у Свошовіце

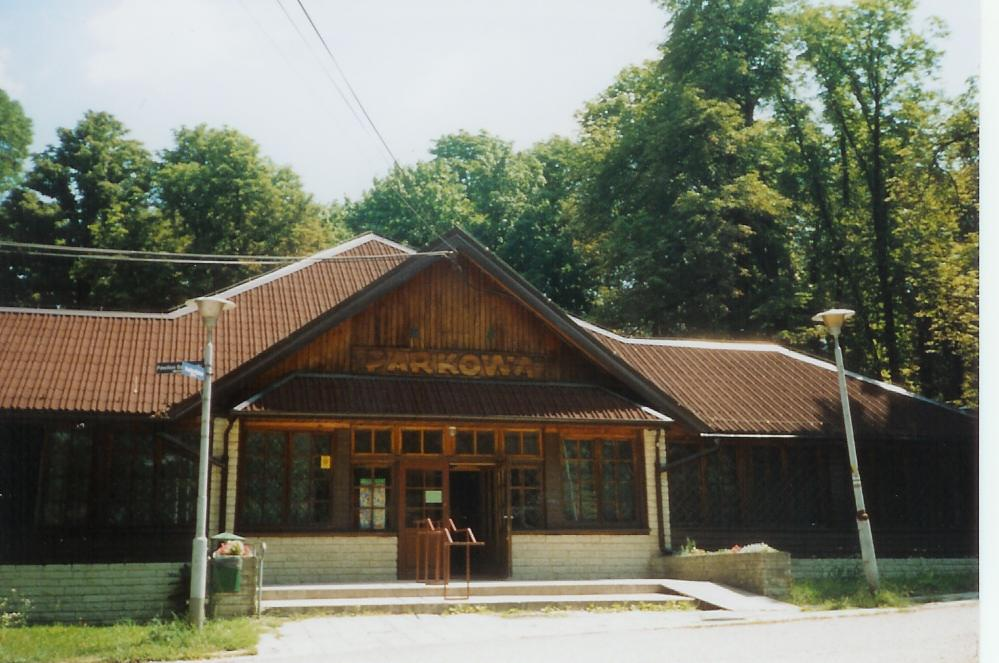
Ресторація Паркова

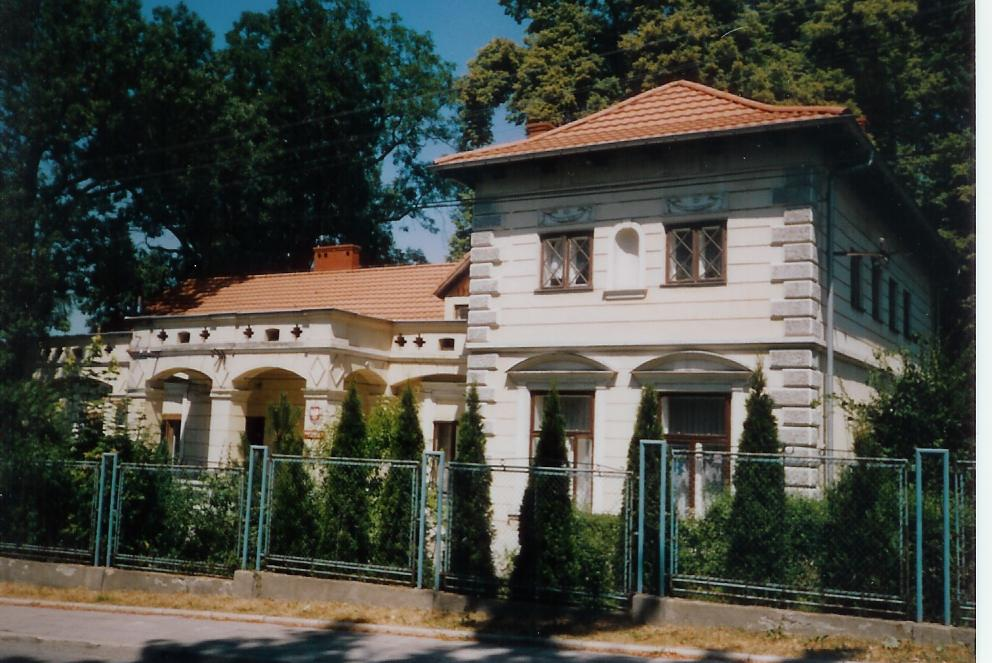
Дитячий садок у Свошовіце

Свошовіце, Масив Курорт Свошовіце (пол. Swoszowice, пол. Osiedle Uzdrowisko Swoszowice) — частина міста Кракова та допоміжна одиниця нижчого рівня, що входить до дільниці X Свошовіце. Наразі це єдиний юридично відокремлений житловий масив у місті (проте це не породжує жодних правових наслідків і не функціонує у свідомості мешканців). У Свошовіце знаходиться одна з найстаріших польських здравниць.

## Етимологія назви
Назва походить від особової форми першого засновника села, яке було лицарською власністю — о прізвищу Свош, де Свошовиц.

## Історія Свошовіце
Перша згадка про Свошовіце походить з Тинецького кодексу від 12 березня 1362 року. Першим власником був Войцех де Свошов (походив з лицарів). У 1422 році були відкриті багаті поклади сірки і засновані перші шахти. (В цей час сірку видобувають тільки в медичних цілях.) Однак є багато нагадувань про присутність шахти, як-от терикони та численні назви вулиць: Боровинова (Borowinowa), Шибіско (Szybisko) та Сярчаногурська (Siarczanogórska).
Найкращим періодом для Свошовіце були 1800—1831 роки, коли доктор Фелікс Радванський побудував на купленій землі Заклад купальний, який працює до сьогодні. Курорт був офіційно відкритий у 1811 році. Спочатку курорт став одним з найпопулярніших. Це захоплення на деякий час вщухло під час Листопадового повстання, але вже в 1859 році завдяки доктору Юзефу Дітлю Свошовіце повернули свою колишню славу завдяки побудові в 1875 році залізничної лінії. У XIX ст. у Свошовіце проживало багато євреїв, а також були синагоги. Наприкінці XIX сторіччя був побудований форт Свошовіце, де зараз розташований навчальний центр.
Під час німецької окупації родина Траммерів, що проживала у Свошовіце, допомагала Ользі Мандель і Марії Фельдгорн. У 1991 році Інститут Яд Вашем вирішив нагородити Фріду Траммер і Августу Шмеловську, уроджену Трамер, звання Праведник народів світу.
До 1954 року існувала колективна ґміна Свошовіце.
У 1979 році у Свошовіце з ініціативи о. Станіслава Жака було засновано Будинок хворих священників імені Святого Франциска Ассізького.
У 1982 році священник Кардинал Францішек Махарський заснував парафію у Свошовіце Провидіння Божого, відокремивши її від парафії св. Преображення Господнього у Кракові-Врубловіце.
26 вересня 2006 року територія Свошовіце стала першою і поки що єдиною допоміжною одиницею нижчого рівня в Кракові, що діє в межах округу. Ця допоміжна одиниця нижчого рівня в дільниці X Свошовіце називається Масив Курорт Свошовіце (пол. Osiedle Uzdrowisko Swoszowice).

## Курорт у Свошовіце
Нині здравницею керує підприємство. Є два джерела лікувальної води, Zdrój Główny і Napoleon, котрі забезпечують унікальні мінеральні води, багаті сульфатами, воднем, вуглецем, кальцієм і магнієм. За вмістом сірки у воді Свошовіце займає 5 місце у світі та 4 в Європі. На курорті також лікують ревматичні захворювання з допомогою ван з сірчаною водою та боровиною (грязь, торф, торф'яний ґрунт, що має лікувальні властивості). У 2010 році курорт було приватизовано — компанія STP Investment SA, розташована в Бохні, купила більшу частину акцій курорту, а у 2014 році стала одноосібним власником курорту Kraków Swoszowice, викупивши решту акцій у Державного казначейства.
Площа Свошовіце становить бл. 400 га, населення бл. 3000 осіб. У Свошовіце також є кінний завод, велосекція, тенісні корти, футбольний клуб Krakus Swoszowice і курортний парк площею 7 га.